# Canomaculina conferenda
Canomaculina conferenda är en lavart som först beskrevs av Hale, och fick sitt nu gällande namn av Elix. Canomaculina conferenda ingår i släktet Canomaculina och familjen Parmeliaceae.   Inga underarter finns listade i Catalogue of Life.